# Giovanni Marengoni
Giovanni Marengoni (Trezzano Rosa, 18 de enero de 1922 - Milán, 27 de julio de 2007) fue un sacerdote y misionero católico italiano, de la Congregación de los Misioneros Combonianos, fundador y cofundador de varias congregaciones religiosas en África.

## Biografía
Giovanni Marengoni nació en Trezzano Rosa, en la provincia de Milán, el 18 de enero de 1922. Entró en noviciado de los combonianos en Venegono, donde profesós sus votos en 1940. Hizo sus estudios eclesiásticos en Verona, Roma y Rebbio. Fue ordenado sacerdote en Rebbio en 1946 y en el seminario de dicha diócesis ejerció como profesor. Fue destinado a la misión de Sudán del Sur (1952-1964), en las misiones de Rejaf y Kadulè. Se desempeñó como rector del seminario de Okaru.
Marengoni regresó a Italia como superior de la comunidad de Venegono, pero solo duró un año ahí, ya que fue destinado a la misión de Uganda. En este país trabajó en las misiones de Gulu y Moroto. En esta última, en 1968, fundó la Congregación Apóstoles de Jesús para recibir vocaciones nativas, tuvo la aprobación del obispo de Moroto. Fundó también las congregaciones de las Hermanas para la Evangelización y los Evangelizadores Contemplativos. Tuvo que regresar a Milán por motivos de salud, donde murió el 27 de julio de 2007.